# 勝芳駅 (慈江道)
勝芳駅（スンバンえき）は朝鮮民主主義人民共和国慈江道長江郡に位置する朝鮮民主主義人民共和国鉄道省江界線の駅である。

## 隣の駅
江界線
勝芳下里駅 - 勝芳駅 - 公北駅